# Mykal Riley
Mykal Reginald Riley (Pine Bluff, Arkansas, 14 de julio de 1985) es un jugador de baloncesto estadounidense que pertenece a la plantilla del Les Sables Vendée Basket, equipo que milita en la NM1 de Francia. Con 1,98 metros de estatura, juega en la posición de alero.

## Trayectoria deportiva
Es alero formado en Alabama Crimson Tide y tras no ser drafteado en 2008, dio el salto al baloncesto europeo para jugar en Italia, donde comenzaría la temporada 2008-2009 en las filas del Basket Ferrara y la terminaría en el Andrea Costa Imola.
En 2009, llegó a Francia a las filas del Nanterre 92 donde jugaría 3 temporadas y en 2011, lograría ganar la Pro B y ascender a la Pro A. Tras una experiencia en Venezuela y otra temporada en el baloncesto francés en las filas del JDA Dijon, en 2014 decide volver a las filas del Nanterre 92.
En 2015, se proclama vendedor de la FIBA EuroChallenge.
La temporada 2019/2020 la empieza en el Bursaspor de la Türkiye Basketbol 1. Ligi, la primera categoría del baloncesto turca, desde donde ficha por el Covirán Granada, de la LEB Oro española a inicios de febrero de 2020.